# دنی‌لی
دنی‌لی (به انگلیسی: DaniLeigh) با نام کامل دانیل لی کوریل (به انگلیسی: Danielle Leigh Curiel) (زاده ۲۰ دسامبر ۱۹۹۴) خواننده، ترانه‌سرا آمریکایی است.